# Айсикл-Крик
Айсикл-Крик (англ. Icicle Creek) — река в штате Вашингтон, США. Приток реки Уэнатчи, которая в свою очередь является притоком реки Колумбия. Длина составляет около 51,2 км; площадь бассейна — 550,9 км². Средний расход воды — 17,4 м³/с.
Берёт начало из озера Джозефин, менее чем в миле от хребта Каскадных гор и от верховий реки Туннел-Крик, которая является притоком реки Скайкомиш, текущей на запад. Озеро Джозефин располагается на высоте 1427 м над уровнем моря. Река Айсикл течёт в южном направлении, протекая через глубокую и узкую долину. Через несколько миль река поворачивает на юго-запад, а после впадения притока Спаниш-Камп-Крик — вновь течёт на юг. Вскоре после этого принимает один из своих крупнейших притоков — реку Френч-Крик, а ещё ниже — реки Блак-Пайн-Крик, Богги-Крик, Джэк-Крик и Чаттер-Крик. В 8 милях от своего устья Айсикл принимает свой крупнейший приток — реку Эйтмайл-Крик, в бассейне которого располагается множество озёр. Ниже Эйтмайл принимает такие притоки как Рэт-Крик и Сноу-Крик, ниже которых покидает границы национального леса Уэнатчи. Впадает в реку Уэнатчи примерно в миле к югу от городка Ливенворт.